# 어도비 컨트리뷰트
어도비 컨트리뷰트(Adobe Contribute, 과거 이름: 매크로미디어 컨트리뷰트/Macromedia Contribute)는 위지위그 HTML 편집기의 저작, 검토, 출판을 통합한 웹 출판 및 웹사이트 관리 도구이다. 감시 및 승인 작업을 단순화하면서 웹 출판 협업 생산성을 제고하는 것이 목적이다.
컨트리뷰트에는 두 개의 구성 요소가 있다: 편집용 클라이언트, 출판용 서버. 컨트리뷰트에는 최근 버전의 마이크로소프트 인터넷 익스플로러와 모질라 파이어폭스 버전을 위한 플러그인으로 동작하는 브라우저 내 편집용 구성 요소도 포함하고 있다.
컨트리뷰트는 어도비 드림위버와 기타 어도비 제품과의 통합을 위해 설계되었다.
어도비 크리에이티브 제품군의 웹 프리미엄과 마스터 콜렉션 에디션에 포함되어 있다.

## 언어 지원
어도비 컨트리뷰트 CS4는 다음의 언어들을 지원한다: 브라질 포르투갈어, 중국어 간체 (윈도용만), 중국어 번체 (윈도용만), 체코어, 네덜란드어, 영어, 프랑스어, 독일어, 이탈리아어, 일본어, 한국어 (윈도용만), 폴란드어, 러시사어, 스페인어, 스웨덴어, 터키어.
그러나 어도비 컨트리뷰트 CS5는 영어, 프랑스어, 독일어, 일본어, 스페인어만을 지원한다.